# Wahlkreis Meran (Senato della Repubblica)
Der Wahlkreis Meran ist seit 1991 ein Wahlkreis (collegio elettorale) für den italienischen Senat. Er gehört zum Wahlbezirk Trentino-Südtirol (Region Trentino-Südtirol); die bevölkerungsreichste Stadt ist Meran.

## Wahlkreisgebiet
Zum Wahlkreis gehören folgende Gemeinden: Algund, Andrian, Burgstall, Gargazon, Glurns, Graun im Vinschgau, Hafling, Jenesien, Kastelbell-Tschars, Kuens, Laas, Lana, Laurein, Latsch, Mals, Marling, Martell, Meran, Mölten, Moos in Passeier, Nals, Naturns, Partschins, Plaus, Prad am Stilfserjoch, Proveis, Riffian, St. Leonhard in Passeier, St. Martin in Passeier, St. Pankraz, Sarntal, Schenna, Schlanders, Schluderns, Schnals, Stilfs, Taufers im Münstertal, Terlan, Tirol, Tisens, Tscherms, Ulten, Unsere Liebe Frau im Walde-St. Felix und Vöran.

## Wahlergebnisse

### Wahl 1992
| Kandidaten               | Kandidaten                   | Parteien                                      | Stimmen | %    |
| ------------------------ | ---------------------------- | --------------------------------------------- | ------- | ---- |
|                          | Roland Rizgewählt            | Südtiroler Volkspartei                        | 52.393  | 70,0 |
|                          | Alfons Holzer                | Federalismo – Pensionati Uomini Vivi          | 4.707   | 6,3  |
|                          | Enzo Nicolodi                | Federazione dei Verdi                         | 4.331   | 5,8  |
|                          | Renzo Baldessarelli          | Democrazia Cristiana                          | 3.408   | 4,6  |
|                          | Gabriella Lesandrini Minniti | Movimento Sociale Italiano – Destra Nazionale | 3.132   | 4,2  |
|                          | Giuseppe Maestri             | Partito Socialista Italiano                   | 2.440   | 3,3  |
|                          | Rino Zeni                    | Lega Nord                                     | 1.738   | 2,3  |
|                          | Gianni Lanzinger             | Senza Confini (PDS – PRC – La Rete – PR)      | 1.221   | 1,6  |
|                          | Giancarmine Tollis           | Partito Repubblicano Italiano                 | 951     | 1,3  |
|                          | Paolo Savio                  | Partito Liberale Italiano                     | 494     | 0,7  |
| Gesamt                   | Gesamt                       | Gesamt                                        | 74.815  | 100  |
|                          |                              |                                               |         |      |
| Ungültige Stimmen        | Ungültige Stimmen            | Ungültige Stimmen                             | 4.952   | 6,2  |
| Wähler                   | Wähler                       | Wähler                                        | 79.767  | 90,4 |
| Wahlberechtigte          | Wahlberechtigte              | Wahlberechtigte                               | 88.284  |      |
|                          |                              |                                               |         |      |
| Quelle: Innenministerium |                              |                                               |         |      |

### Wahl 1994
| Kandidaten               | Kandidaten                   | Parteien                                                           | Stimmen | %    |
| ------------------------ | ---------------------------- | ------------------------------------------------------------------ | ------- | ---- |
|                          | Roland Rizgewählt            | Südtiroler Volkspartei                                             | 55.681  | 75,4 |
|                          | Giunio Alessandro Tanchis    | Polo delle Libertà                                                 | 6.066   | 8,2  |
|                          | Federico Steinhaus           | Autonomia Democrazia (PDS – FdV – PSI – PPI – PRI – PSDI – Andere) | 5.468   | 7,4  |
|                          | Gabriella Lesandrini Minniti | Alleanza Nazionale                                                 | 5.190   | 7,0  |
|                          | Elfriede Hofer Christofolini | Partito della Legge Naturale                                       | 1.441   | 2,0  |
| Gesamt                   | Gesamt                       | Gesamt                                                             | 73.846  | 100  |
|                          |                              |                                                                    |         |      |
| Ungültige Stimmen        | Ungültige Stimmen            | Ungültige Stimmen                                                  | 7.792   | 9,5  |
| Wähler                   | Wähler                       | Wähler                                                             | 81.638  | 88,9 |
| Wahlberechtigte          | Wahlberechtigte              | Wahlberechtigte                                                    | 91.838  |      |
|                          |                              |                                                                    |         |      |
| Quelle: Innenministerium |                              |                                                                    |         |      |

### Wahl 1996
| Kandidaten               | Kandidaten                  | Parteien                     | Stimmen | %    |
| ------------------------ | --------------------------- | ---------------------------- | ------- | ---- |
|                          | Armin Pinggeragewählt       | L’Abete (SVP – PATT)         | 49.947  | 66,5 |
|                          | Luigi Montali               | Polo per le Libertà          | 8.387   | 11,2 |
|                          | Alfons Benedikter           | Union für Südtirol           | 7.847   | 10,5 |
|                          | Romano Cavini               | L’Ulivo                      | 6.556   | 8,7  |
|                          | Roberto Giordani            | Lega Nord                    | 1.525   | 2,0  |
|                          | Elfriede Cristofolini Hofer | Partito della Legge Naturale | 828     | 1,1  |
| Gesamt                   | Gesamt                      | Gesamt                       | 75.090  | 100  |
|                          |                             |                              |         |      |
| Ungültige Stimmen        | Ungültige Stimmen           | Ungültige Stimmen            | 5.554   | 6,9  |
| Wähler                   | Wähler                      | Wähler                       | 80.644  | 85,1 |
| Wahlberechtigte          | Wahlberechtigte             | Wahlberechtigte              | 94.790  |      |
|                          |                             |                              |         |      |
| Quelle: Innenministerium |                             |                              |         |      |

### Wahl 2001
| Kandidaten               | Kandidaten               | Parteien                             | Stimmen | %    |
| ------------------------ | ------------------------ | ------------------------------------ | ------- | ---- |
|                          | Alois Koflergewählt      | Südtiroler Volkspartei               | 50.847  | 67,4 |
|                          | Rudolf Schopf            | L’Ulivo                              | 9.760   | 12,9 |
|                          | Gilberto Giottoli        | Casa delle Libertà                   | 9.064   | 12,0 |
|                          | Eva Trockner Gutweniger  | Die Freiheitlichen                   | 3.162   | 4,2  |
|                          | Carmen Ciocchetti        | Italia dei Valori                    | 1.324   | 1,8  |
|                          | Carmen Benelli in Grasso | Partito della Rifondazione Comunista | 625     | 0,8  |
|                          | Umberto Adami            | Lista Emma Bonino                    | 604     | 0,8  |
| Gesamt                   | Gesamt                   | Gesamt                               | 75.386  | 100  |
|                          |                          |                                      |         |      |
| Ungültige Stimmen        | Ungültige Stimmen        | Ungültige Stimmen                    | 8.556   | 10,2 |
| Wähler                   | Wähler                   | Wähler                               | 83.942  | 83,3 |
| Wahlberechtigte          | Wahlberechtigte          | Wahlberechtigte                      | 100.773 |      |
|                          |                          |                                      |         |      |
| Quelle: Innenministerium |                          |                                      |         |      |

### Wahl 2006
| Kandidaten               | Kandidaten             | Parteien               | Stimmen | %    |
| ------------------------ | ---------------------- | ---------------------- | ------- | ---- |
|                          | Manfred Pinzgergewählt | Südtiroler Volkspartei | 47.914  | 59,8 |
|                          | Georg Schedereit       | L’Unione               | 16.942  | 21,1 |
|                          | Patrizia Orio Ancilla  | Casa delle Libertà     | 8.517   | 10,6 |
|                          | Oswald Angerer         | Die Freiheitlichen     | 4.994   | 6,2  |
|                          | Mario Coen Belinfanti  | Fiamma Tricolore       | 1.212   | 1,5  |
|                          | Guido Gremmi           | Partito Pensionati     | 600     | 0,7  |
| Gesamt                   | Gesamt                 | Gesamt                 | 80.179  | 100  |
|                          |                        |                        |         |      |
| Ungültige Stimmen        | Ungültige Stimmen      | Ungültige Stimmen      | 4.177   | 5,0  |
| Wähler                   | Wähler                 | Wähler                 | 84.356  | 86,7 |
| Wahlberechtigte          | Wahlberechtigte        | Wahlberechtigte        | 97.265  |      |
|                          |                        |                        |         |      |
| Quelle: Innenministerium |                        |                        |         |      |

### Wahl 2008
| Kandidaten               | Kandidaten                    | Parteien                     | Stimmen | %    |
| ------------------------ | ----------------------------- | ---------------------------- | ------- | ---- |
|                          | Manfred Pinzgergewählt        | Südtiroler Volkspartei       | 42.138  | 53,7 |
|                          | Karl Trojer                   | Partito Democratico          | 9.574   | 12,2 |
|                          | Oswald Angerer                | Die Freiheitlichen           | 8.640   | 11,0 |
|                          | Patrizia Orio Ancilla         | Il Popolo della Libertà      | 7.947   | 10,1 |
|                          | Christina Agnes Taraboi Blaas | Union für Südtirol           | 5.047   | 6,4  |
|                          | Sigmund Kripp                 | La Sinistra l’Arcobaleno     | 3.042   | 3,9  |
|                          | Franco Mario Biasi            | La Destra – Fiamma Tricolore | 969     | 1,2  |
|                          | Alessandro Folchini           | Unione di Centro             | 848     | 1,1  |
|                          | Carmen Ciocchetti             | Partito Socialista           | 202     | 0,3  |
| Gesamt                   | Gesamt                        | Gesamt                       | 78.407  | 100  |
|                          |                               |                              |         |      |
| Ungültige Stimmen        | Ungültige Stimmen             | Ungültige Stimmen            | 4.650   | 5,6  |
| Wähler                   | Wähler                        | Wähler                       | 83.057  | 84,0 |
| Wahlberechtigte          | Wahlberechtigte               | Wahlberechtigte              | 98.934  |      |
|                          |                               |                              |         |      |
| Quelle: Innenministerium |                               |                              |         |      |

### Wahl 2013
| Kandidaten               | Kandidaten            | Parteien                            | Stimmen | %    |
| ------------------------ | --------------------- | ----------------------------------- | ------- | ---- |
|                          | Karl Zellergewählt    | Südtiroler Volkspartei              | 42.667  | 53,5 |
|                          | Sigmar Stocker        | Die Freiheitlichen                  | 14.016  | 17,6 |
|                          | Cristina Kury         | Verdi Grüne Vërc                    | 6.122   | 7,7  |
|                          | Karl Trojer           | Partito Democratico                 | 4.319   | 5,4  |
|                          | Alex Janes            | Il Popolo della Libertà – Lega Nord | 3.908   | 4,9  |
|                          | Alessandro Borzaga    | Movimento 5 Stelle                  | 3.807   | 4,8  |
|                          | Giorgio Balzarini     | Scelta Civica                       | 3.630   | 4,6  |
|                          | David Augscheller     | Rivoluzione Civile                  | 656     | 0,8  |
|                          | Giulio Maria Diamanti | La Destra                           | 370     | 0,5  |
|                          | Enrico Hell           | L’Alto Adige nel Cuore              | 256     | 0,3  |
| Gesamt                   | Gesamt                | Gesamt                              | 79.751  | 100  |
|                          |                       |                                     |         |      |
| Ungültige Stimmen        | Ungültige Stimmen     | Ungültige Stimmen                   | 3.202   | 3,9  |
| Wähler                   | Wähler                | Wähler                              | 82.953  | 81,4 |
| Wahlberechtigte          | Wahlberechtigte       | Wahlberechtigte                     | 101.875 |      |
|                          |                       |                                     |         |      |
| Quelle: Innenministerium |                       |                                     |         |      |

### Wahl 2018
| Kandidaten               | Kandidaten                 | Stimmen | %     | Listen                           | Stimmen | %    |
| ------------------------ | -------------------------- | ------- | ----- | -------------------------------- | ------- | ---- |
|                          | Juliane Unterbergergewählt | 37.806  | 61,1  | Südtiroler Volkspartei           | 37.806  | 61,1 |
|                          | Maria Ida Germontani       | 8.323   | 13,4  | Lega                             | 4.922   | 8,0  |
| Forza Italia             | Maria Ida Germontani       | 8.323   | 13,4  | 2.595                            | 4,2     |      |
| Fratelli d’Italia        | Maria Ida Germontani       | 8.323   | 13,4  | 667                              | 1,1     |      |
| Noi con l’Italia – UDC   | Maria Ida Germontani       | 8.323   | 13,4  | 139                              | 0,2     |      |
|                          | Maria Paola Amatori        | 6.866   | 11,1  | Movimento 5 Stelle               | 6.866   | 11,1 |
|                          | Petra Agnelli              | 4.997   | 8,1   | Partito Democratico              | 3.785   | 6,1  |
| +Europa                  | Petra Agnelli              | 4.997   | 8,1   | 609                              | 1,0     |      |
| Italia Europa Insieme    | Petra Agnelli              | 4.997   | 8,1   | 347                              | 0,6     |      |
| Civica Popolare          | Petra Agnelli              | 4.997   | 8,1   | 256                              | 0,4     |      |
|                          | Hannes Obermair            | 2.428   | 3,9   | Verdi Grüne Vërc-Liberi e Uguali | 2.428   | 3,9  |
|                          | Guido Strepparava          | 500     | 0,8   | Il Popolo della Famiglia         | 500     | 0,8  |
|                          | Silvia Dalpiaz             | 488     | 0,8   | CasaPound Italia                 | 488     | 0,8  |
|                          | Gabriele Benatti           | 478     | 0,8   | Potere al Popolo!                | 478     | 0,8  |
| Gesamt                   | Gesamt                     | 61.886  | 100   |                                  | 61.886  | 100  |
|                          |                            |         |       |                                  |         |      |
| Ungültige Stimmen        | Ungültige Stimmen          | 42.604  | 40,8  |                                  |         |      |
| Wähler                   | Wähler                     | 104.490 | 149,8 |                                  |         |      |
| Wahlberechtigte          | Wahlberechtigte            | 69.773  |       |                                  |         |      |
|                          |                            |         |       |                                  |         |      |
| Quelle: Innenministerium |                            |         |       |                                  |         |      |

### Wahl 2022
| Kandidaten               | Kandidaten                 | Parteien                                                | Stimmen | %    |
| ------------------------ | -------------------------- | ------------------------------------------------------- | ------- | ---- |
|                          | Juliane Unterbergergewählt | SVP – PATT                                              | 30.869  | 47,8 |
|                          | Rita Mattei                | Lega – FdI – FI – NM                                    | 6.737   | 10,4 |
|                          | Markus Hafner              | Team K                                                  | 5.506   | 8,5  |
|                          | Sabine Zoderer             | Die Freiheitlichen                                      | 4.955   | 7,7  |
|                          | Susanna Singer             | Vita                                                    | 4.512   | 7,0  |
|                          | Daniela Rossi              | Partito Democratico – Italia Democratica e Progressista | 4.421   | 6,9  |
|                          | Marlene Messner            | Alleanza Verdi e Sinistra                               | 4.387   | 6,8  |
|                          | Francesca Morrone          | Movimento 5 Stelle                                      | 1.885   | 2,9  |
|                          | Giovanna Valentini         | Azione – Italia Viva                                    | 1.254   | 1,9  |
| Gesamt                   | Gesamt                     | Gesamt                                                  | 64.526  | 100  |
|                          |                            |                                                         |         |      |
| Ungültige Stimmen        | Ungültige Stimmen          | Ungültige Stimmen                                       | 3.663   | 5,4  |
| Wähler                   | Wähler                     | Wähler                                                  | 68.189  | 58,0 |
| Wahlberechtigte          | Wahlberechtigte            | Wahlberechtigte                                         | 117.567 |      |
|                          |                            |                                                         |         |      |
| Quelle: Innenministerium |                            |                                                         |         |      |